# Рафалович, Николай Фердинандович
Николай Фердинандович Рафалович (1853—1930) — русский военный деятель и педагог, генерал-майор РИА, последний директор Ярославского кадетского корпуса (1911—1918).

## Биография
Родился 11 марта 1866 года, происходил из дворянской семьи Гродненской губернии.
Образование получил в Нижегородском графа Аракчеева кадетском корпусе. В военную службу вступил 31 августа 1884 года рядовым юнкером Михайловского артиллерийского училища. В 1887 году окончил Михайловское артиллерийское училище, откуда был выпущен подпоручиком в 28-ю артиллерийскую бригаду. В звании поручика (1889) продолжил военную службу 26-й артиллерийской бригаде.
В 1893 году Николай Рафалович окончил Михайловскую артиллерийскую академию и в звании штабс-капитана был направлен в 23-ю артиллерийскую бригаду. С 1894 года — офицер для усиления персонала Михайловского артиллерийского училища, штабс-капитан гвардии с 1896 года, капитан с 1901 года. Исполнял должность штаб-офицера заведующего обучающимися офицерами в Михайловской артиллерийской академии в 1901—1907 годах. В 1903 году окончил Офицерскую артиллерийскую школу, полковник с 1904 года. В 1896 году написал книгу «Орудийная езда».
В 1907—1911 годах Н. Ф. Рафалович являлся инспектор классов 2-го Московского кадетского корпуса, неоднократно временно исполнял обязанности директора корпуса. В 1910 году стал генерал-майором и с 21 октября 1911 года работал директором Ярославского кадетского корпуса. После Октябрьской революции, в январе 1918 года, в связи со сложившейся обстановкой Николай Фердинандович распустил кадет по домам. Продолжил жить в Ярославле, некоторое время находился на службе в РККА.
Умер 14 апреля 1930 года, был похоронен в Ленинграде на Новодевичьем кладбище.
В числе наград Н. Ф. Рафаловича были медали и ордена Российской империи: Святого Станислава 3-й степени (1895); Святой Анны 3-й степени (1898); Святого Станислава 2-й степени (1902); Святой Анны 2-й степени (1904); Святого Владимира 4-й степени (1908); Святого Станислава 1-й степени (1915); Святой Анны 1-й степени (1916).